# Джим Стюарт
Джим Стюарт (англ. Jim Stewart, нар. 9 березня 1954, Кілвіннінг) — шотландський футболіст, що грав на позиції воротаря. По завершенні ігрової кар'єри — тренер.
Виступав, зокрема, за «Кілмарнок» та «Рейнджерс», а також національну збірну Шотландії.

## Клубна кар'єра
У дорослому футболі дебютував 1972 року виступами за команду «Кілмарнок», в якій провів шість сезонів, взявши участь у 136 матчах чемпіонату. Більшість часу, проведеного у складі «Кілмарнока», був основним голкіпером команди.
1978 року Стюарт перейшов у англійський «Мідлсбро», де у першому сезоні був основним воротарем, зігравши 27 ігор Першого дивізіону, але потім втратив місце в основі і виходив на поле досить рідко, тому 1980 року повернувся до Шотландії, ставши гравцем «Рейнджерса». У команді з Глазго Стюарт провів найуспішніші роки на клубному рівні. У 1981 році він виграв з «рейнджерами» Кубок Шотландії, а наступного року — Кубок Ліги. У 1983 році «Рейнджерс» зі Стюартом знову дійшов до фіналу Кубка шотландської ліги, але цього разу програли «Селтіку» (1:2).
У сезоні 1983/84 Стюарт втратив місце в основі, через що здавався в оренду в «Дамбартон», а по завершені розіграшу покинув «Рейнджерс» і перейшов у «Сент-Міррен», де провів наступні роки, але теж не був основним воротарем.
Завершив ігрову кар'єру у команді «Партік Тісл», за яку виступав протягом сезону 1986/87 років у другому дивізіоні Шотландії.

## Виступи за збірну
Не зігравши жодного матчу у складі національної збірної Шотландії, Стюарт потрапив до заявки команди на чемпіонат світу 1974 року у ФРН, де, втім був третім воротарем і теж на поле не вийшов.
Лише 15 червня 1977 року в товариському матчі проти Чилі (4:2) Стюарт зіграв свою першу гру за шотландську збірну. Другий та останній раз у складі головної команди країни він з'явився 25 жовтня 1978 року у кваліфікаційному матчі на Євро-1980 з Норвегією (3:2).

## Кар'єра тренера
Після завершення ігрової кар'єри працював тренером воротарів у «Кілмарноку» та «Гарт-оф-Мідлотіані», який він залишив, щоб приєднатися до «Рейнджерса» у серпні 2007 року теж на посаді тренера воротарів. Стюарт покинув «Рейнджерс» у березні 2017 року, після призначення Педру Кайшиньї головним тренером команди. Крім того за сумісництвом він працював у Шотландській футбольній асоціації на посаді тренера воротарів молодіжної команди, перш ніж перейти в 2013 році до роботи тренером воротарів національної команди.
В подальшому Стюарт був тренером воротарів у «Ноттінгем Форест» з травня 2017 року по січень 2018 року.

## Титули і досягнення
- Володар Кубка Шотландії (1):

«Рейнджерс»: 1980/81
- Володар Кубка шотландської ліги (2):

«Рейнджерс»: 1981/82, 1983/84

## Особисте життя
Його син Колін Стюарт також став футболістом і був воротарем «Кілмарнока», а невістка Джулі Флітінг — найкращий бомбардир в історії жіночої збірної Шотландії з футболу (116 голів).